# Раплево
Раплево (на словенски: Rapljevo) е село в Словения, регион Средна Словения, община Добреполе. Според Националната статистическа служба на Република Словения през 2015 г. селото има 68 жители.